# Sykesville (Maryland)
Sykesville è un comune degli Stati Uniti d'America, situato nello stato del Maryland, nella contea di Carroll.